# 苏联共产党第二十一次代表大会
苏联共产党第二十一次代表大会（俄语：XXI съезд Коммунисти́ческой па́ртии Сове́тского Сою́за），简称苏共二十一大（XXI съезд КПСС），是由苏联共产党召开的代表大会。1959年1月27日至2月5日在莫斯科召开。赫魯曉夫表示蘇聯已經開始了「全面建設共產主義」的階段。

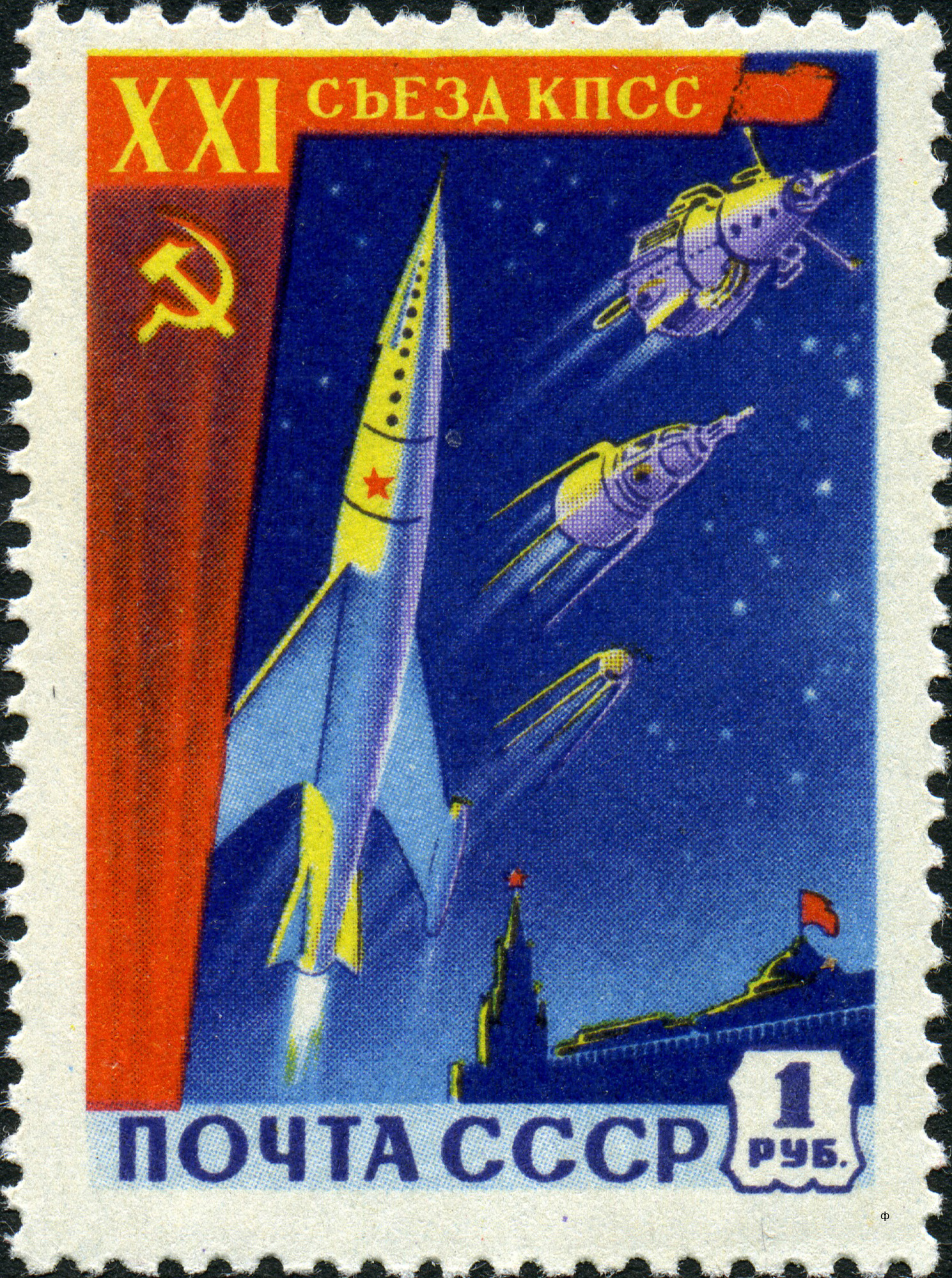
苏共二十一大期间发行的邮票

## 历史
1958年9月5日苏共中央全会决定召开苏共第二十一次非常代表大会，审议1959年至1965年国民经济发展计划。1958年11月苏共中央全会通过了七年计划草案并公布。在1957年反党集团的未遂政变之后，赫鲁晓夫利用此次代表大会加强了自己的权力。在此次大会上，苏共提出排除世界战争的现实可能性，并在大会意识形态论述中阐述表明了公社问题。中国共产党派遣了以周恩来为首，李雪峰、康生、刘宁一、刘晓，翻译阎明复、赵仲元、李越然，总理办公室主任童小鹏、秘书浦寿昌、马列、何谦，保健大夫卞志强等人组成的中共代表团，1959年1月24日上午9时乘坐苏联图-104专机前往参加。胡志明率领的越南劳动党代表团同机。
1959年1月27日苏共二十一大开幕，赫鲁晓夫做了《关于1959年至1965年苏联发展国民经济的控制数字》报告，报告中间接地谈到中国的公社问题是为了给苏联的干部“打预防针”, 免得他们对中国大跃进的思路盲目效仿, 给苏联的经济和政治造成不可挽回的损失。周恩来在大会上宣读了中共中央向苏共二十一大的致词：“自从苏共第二十次代表大会以来, 苏联共产党所采取的一系列的重大措施, 包括反对反党集团和巩固党的团结的斗争、工业建筑管理的改组、发展农业的积极措施、实行学校和生活相联系的国民教育改革, 等等, 使苏联人民更加紧密地团结在苏联共产党的周围, 并且更大地发挥了他们的积极性和创造性。苏联的工农业生产有了极大的发展, 1958年钢产量达到5490万吨, 粮食产量达到85亿普特（1,392.3亿千克）。苏联的科学技术不断涌现新的奇迹, 继三颗人造地球卫星上天之后, 第一个宇宙火箭又上了天。这是人类开始征服宇宙空间的最豪迈的壮举, 也是苏联人民对于整个人类的划时代的贡献。”
1959年2月1日召开的中共中央工作会议上，毛泽东说：赫鲁晓夫在苏共二十一大的报告比二十大有进步，讲的国际形势和对外政策, 是符合1957年《莫斯科宣言》的原则。我们同赫鲁晓夫的关系, 还是十个指头中九个指头和一个指头的关系, 就是有一个指头不同, 其他九个指头是相同的。因此, 对于赫鲁晓夫在苏共二十一大上的影射, 我们可以暂不理会, 看看以后再说。我们之间是有分歧的, 但现在不要说。
1959年2月7日，周恩来总理与苏联部长会议主席赫鲁晓夫在莫斯科签署了《中苏两国政府关于进一步扩大经济合作的协定》：在1959-1967年间，在中国建设冶金、化学、煤炭、石油、机械制造等方面的78个大型企业和电站, 苏联将提供设备、设计和其他各种技术援助, 总值约50亿卢布左右。中国方面将根据中苏现行贸易协定, 向苏联供应商品作为补偿。
1959年2月8日莫斯科时间22点15分，周恩来率领中共代表团乘图—104专机离开莫斯科回国。